# Pallanuoto ai XVIII Giochi asiatici
Il XVIII torneo asiatico di pallanuoto si è svolto dal 16 agosto al 1º settembre 2018 presso l'impianto Gelora Bung Karno Aquatic Stadium di Giacarta (Indonesia) e ha visto lo svolgimento di due tornei di pallanuoto, quello maschile e quello femminile.

## Medagliere
| Posiz. | Nazione    | Oro | Argento | Bronzo | Totale |
| ------ | ---------- | --- | ------- | ------ | ------ |
| 1      | Kazakistan | 1   | 1       | 0      | 2      |
| 2      | Cina       | 1   | 0       | 0      | 1      |
| 3      | Giappone   | 0   | 1       | 1      | 2      |
| 4      | Iran       | 0   | 0       | 1      | 1      |
| Totale | Totale     | 2   | 2       | 2      | 6      |

## Podi
| Evento    | Oro | Argento | Bronzo |
| Maschile  | Kazakistan Pavel Lipilin Yevgeniy Medvedev Ruslan Akhmetov Roman Pilipenko Miras Aubakirov Alexey Shmider Murat Shakenov Altay Altayev Rustam Ukumanov Mikhail Ruday Ravil Manafov Yulian Verdesh Valeriy Shlemov | Giappone Katsuyuki Tanamura Seiya Adachi Harukiirario Koppu Mitsuaki Shiga Takuma Yoshida Atsuto Iida Takumu Miyazawa Mitsuru Takata Atsushi Arai Yusuke Inaba Keigo Okawa Kenta Araki Tomoyoshi Fukushima                                       | Iran Omid Lotfpour Peyman Asadi Amir Hossein Rahbar Hamed Malek-Khanbanan Amir Hossein Keyhani Ali Pirouzkhah Amir Dehdari Mehdi Yazdankhah Soheil Rostamian Mohammad Javad Abbasi Arshia Almasi Hossein Khaledi Shayan Ghasemi |
| Femminile | Cina Peng Lin Zhai Ying Mei Xiaohan Xiong Dunhan Niu Guannan Guo Ning Nong Sanfeng Zhang Cong Wang Huan Zhang Danyi Chen Xiao Zhang Jing Shen Yineng                                                              | Kazakistan Alexandra Zharkimbayeva Oxana Saichuk Aizhan Akilbayeva Anna Turova Anastassiya Yeremina Darya Roga Anna Novikova Sivilya Raiter Shakhzoda Mansurova Zamira Myrzabekova Anastassiya Mirshina Anastassiya Murataliyeva Azhar Alibayeva | Giappone Minami Shioya Yumi Arima Akari Inaba Shino Magariyama Chiaki Sakanoue Minori Yamamoto Maiko Hashida Yuki Niizawa Kana Hosoya Misaki Noro Marina Tokumoto Kotori Suzuki Miyuu Aoki                                      |